# Dendropaemon amyntas
Dendropaemon amyntas är en skalbaggsart som beskrevs av Edgar von Harold 1868. Dendropaemon amyntas ingår i släktet Dendropaemon och familjen bladhorningar. Utöver nominatformen finns också underarten D. a. waterhousi.